# Richard Boyle, 9. Earl of Shannon
Richard Bentinck Boyle, 9. Earl of Shannon (* 23. Oktober 1924 in Ootacamund, Britisch-Indien; † 9. Mai 2013 in der Nähe von Reading, Grafschaft Berkshire) war ein britischer Peer und Politiker.

## Leben

### Familie und Ausbildung
Richard Bentinck Boyle war der einzige Sohn von Robert Henry Boyle, 8. Earl of Shannon (1900–1963) und dessen Ehefrau Marjorie Walker († 1981). Boyle erbte beim Tod seines Vaters 1963 dessen Adelstitel als 9. Earl of Shannon, 9. Viscount Boyle, 9. Baron Castle Martyr, und 8. Baron Carleton.
Boyle wurde in Britisch-Indien geboren, wo sein Vater als Heeresoffizier stationiert war. Er war Ehrenpage bei der Krönung von König Georg VI. im Mai 1937. Er besuchte das Eton College. Nach seinem Abschluss trat er in die Irish Guards ein, wo er den Rang eines Captains erreichte. Von 1942 bis 1954 diente er in der Royal West African Frontier Force.

### Berufslaufbahn
Boyle war von 1960 bis 1969 Vorsitzender (Chairman) und Geschäftsführender Direktor (Managing Director) der Firma J. Starkie Gardner Ltd, einem Unternehmen der Metallindustrie mit Schwerpunkt Metallverarbeitung. Er war während dieser Zeit Präsident (President) der Architectural Metal Craftsmens' Association (1966–1969).
Von 1969 bis 1985 war er Direktor (Director) des Committee of Directors of Research Associations (CDRA). Von 1975 bis 1986 war er Sekretär (Secretary) der Federation of European Industrial Cooperative Research Associations. Er war Gründer und von 1977 bis 1983 Vorsitzender (Chairman) der Foundation for Science and Technology.
Er war Vize-Präsident (Vice-President) der Inland Waterways Association, der britischen Binnenschifffahrtsgesellschaft.

### Tätigkeit als Geschäftsmann
In späteren Jahren leitete Boyle verschiedene eigene Firmen oder war an verschiedenen Firmen beteiligt; in insgesamt 22 Gesellschaften hatte er über die Jahre als Geschäftsführer, Berater oder Executive Director Positionen auf Direktoren-Ebene inne. Die meisten Firmen, an denen Boyle beteiligt war, wurden schnell wieder aufgelöst oder liquidiert; nur sieben Firmen hatten insgesamt Bestand. Teilweise führte er die Firmen gemeinsam mit Richard Kelly-Wiseham, einem persönlichen Freund. Kelly-Wiseham, der wegen Kreditbetrugs und falscher Buchführung rechtskräftig verurteilt worden war, war mittlerweile als Versicherungsmakler tätig und gab sich bei den Finanzgeschäften als Geschäftsmann aus; Boyles Titel als Earl of Shannon sollte dabei bei den Anlegern und Kunden Vertrauen suggerieren.
Von Dezember 2000 bis Oktober 2001 war Boyle Direktor der Firma London Mortgage Exchange, einer Hypothekenmakler-, Anlage- und Investmentgesellschaft. Untersuchungen des Department of Trade and Industry im Jahre 2002 ergaben, dass Boyles Firma ungeeignete Hypothekenkredite an Kunden gab, deren Finanzsituation bereits angespannt war; London Mortgage Exchange besaß außerdem keine Kreditvermittlungslizenz und verfügte auch nicht über eine ordnungsgemäße Buchführung. Boyle erklärte, er habe von den Geschäftspraktiken keine Ahnung gehabt.
Gemeinsam mit Kelly-Wiseham war Boyle auch Direktor der beiden Firmen Carleton Ltd und Concept Accessories; beide Firmen wurden Ende 2002 aufgelöst. 2005 geriet Boyle nochmals, gemeinsam mit Kelly-Wiseham, wegen eines Anlagebetrugs in die Schlagzeilen. Boyle sollte Vorsitzender (Chairman) der Firma Inspire IT werden, einer Firma, die Dienstleistungen, Computer-Schulungen und Unterricht auf dem IT-Sektor anbot. Boyle, der selbst nicht in die Firma investiert hatte, hatte einen potentiellen Geldgeber zum Lunch eingeladen und dabei Briefpapier des House of Lords verwendet. Boyle erklärte, das Briefpapier habe er wohl von damals noch in seinem Schreibtisch gehabt.

## Mitgliedschaft im House of Lords
Mit dem Erbe der Adelstitel seines Vaters wurde Boyle am 29. Dezember 1963 Mitglied des House of Lords. In House of Lords saß er als Crossbencher. Seine Antrittsrede hielt er am 9. Juni 1964.
Er war Stellvertretender Sprecher (Deputy Speaker) des House of Lords und Deputy Chairman of Committees (House of Lords), jeweils in den Jahren von 1968 bis 1978. Er war von 1992 bis 1999 Vorsitzender der Britisch-Armenischen Fraktion im House of Lords (British-Armenian Parliamentary Group).
Im Hansard sind Wortbeiträge Boyles aus den Jahren von 1964 bis 1999 dokumentiert. In der Sitzungsperiode 1997/1998 war er an jedem Sitzungstag anwesend. Im Oktober 1999 meldete er sich im House of Lords zuletzt zu Wort. Seine Mitgliedschaft im House of Lords endete 1999 durch den House of Lords Act 1999.

## Ehrungen und Auszeichnungen
Er war von 1967 bis 1999 Großmeister (Provincial Grand Master) der Freimaurer in der Grafschaft Surrey (Masonic Province of Surrey). Er war Schirmherr (Patron) der Freimaurergesellschaft The Freemen of England and Wales (2000–2013).
Er war Fellow der Royal Society of Arts (FRSA), des Chartered Management Institute (FCMI) und des British Horological Institute (FBHI).

## Privates
Boyle war insgesamt dreimal verheiratet. Am 17. September 1947 heiratete er in erster Ehe Donna Catherine Irene Helen Imperiali di Francavilla, die Tochter des Marchese Demetrio Imperiali di Francavilla Demetrio. Die Ehe wurde 1955 wieder geschieden. Seine erste Ehefrau wurde später in den 1960er und 1970er Jahren unter dem Namen Katie Boyle als Fernsehansagerin und Schauspielerin bekannt.
Im Mai 1957 heiratete er in zweiter Ehe Susan Margaret Rogers Hogg, die Tochter von John P. Russell Hogg; aus dieser Ehe gingen drei Kinder hervor, ein Sohn und zwei Töchter. Die Ehe wurde ebenfalls geschieden. 1994 heiratete er, in dritter Ehe, Almine de Villiers (* 1950), die Tochter von Rocco Catorsia de Villiers; ihre Familie stammt aus Kapstadt. Almine de Villiers ist Autorin und Anthropologin. Mit seiner dritten Ehefrau lebte er in der Nähe von Reading in der Grafschaft Berkshire.
Zu seinen Interessengebieten zählten die Binnenschifffahrt (auch beruflich und politisch) und Uhren (Zeitmessung, Herstellung von Uhren und Uhrenkunde).
Boyle starb 2013 im Alter von 88 Jahren in seinem Haus in der Nähe von Reading in der Grafschaft Berkshire. Seine Adelstitel erbte sein ältester Sohn Richard Henry John Boyle als 10. Earl of Shannon.